# John MacFarlane
Pour les articles homonymes, voir MacFarlane.
 (juillet 2022).
John MacFarlane est un professeur de philosophie à l'Université de Californie à Berkeley. 
Il est connu pour ses contributions au logiciel libre, plus particulièrement la création de Pandoc, le convertisseur de documents, et d'autres analyseurs de Markdown.

## Publication
- L'évaluation de la Sensibilité : la vérité Relative et de ses applications, Oxford University Press, 2016.